# Vojtěch Vondráček
Vojtěch Vondráček (* 17. září 1994 Praha) je český herec, animátor a skladatel.

## Biografie
Je členem hereckého souboru Divadla Na zábradlí od sezony 2019/2020. Jeho skladby zazněly např. v inscenacích Medvěd s motorovou pilou, Ztracené iluze v Divadle na Zábradlí či v Dostojevského Běsech v divadle DISK. S divadlem začínal v Divadle Radar.
K nejvýraznějším rolím patří role Lukáše Kulhánka v televizní minisérii Stockholmský syndrom v režii Daniela Svátka. V divadle odehrál např. roli Luciena Chardona v inscenaci Ztracené iluze (nominace na cenu Divadelních novin za mužský herecký výkon bez ohledu na žánry) či Antonia Blocka v inscenaci Persony.
V roce 2012 a 2013 hrál v seriálu Gympl s (r)učením omezeným. 

## Osobní život
Jeho otec je Jan Vondráček. Jeho partnerkou byla do konce roku 2023 Barbora Bočková.